# جاغوار (مسلسل تلفزيوني)
جاغوار (بالإسبانية: Jaguar) هو مسلسل إسباني أصلي من نتفليكس، تم إنشاؤه بواسطة رامون كامبوس و جيما ر. نيرا ومن بطولة بلانكا سواريز وإيفان ماركوس وفرانسيسك جاريدو وأدريان لاسترا وأوسكار كاساس وستيفان وينيرت.  بدأ تصوير المسلسل في أغسطس 2020 وينتظر عرضه الأول في 29 سبتمبر 2021. 

## القصة
تدور أحداث المسلسل في الستينيات، حيث كانت إسبانيا موطنًا لمئات اللاجئين النازيين بعد الحرب العالمية الثانية، إيزابيل جاريدو، وهي امرأة إسبانية شابة تمكنت من النجاة من معسكر الموت في ماوتهاوزن، على درب سكورزيني، المعروف بأخطر رجل في أوروبا.. في تلك الرحلة، ستكتشف أنها ليست وحدها في مهمتها وستنضم إلى مجموعة من العملاء الباحثين عن العدالة. اسمها الرمزي: جاغوار. 

## طاقم التمثيل
- بلانكا سواريز في دور إيزابيل جاريدو
- إيفان ماركوس في دور لوسينا
- فرانسيسك جاريدو في دور مارسي
- أدريان لاسترا في دور سوردو
- أوسكار كاساس في دور كاسترو
- ستيفان وينرت في دور أوتو باخمان
- يوخن هورست في دور أريبرت هايم
- بيبي أوسيو في دور مانويل بيرتيجاز
- لورنز كريستيان كولر في دور فرانز زيريس
- أليسيا تشوجنوفسكي في دور إيزابيل جاريدو (فتاة)

## روابط خارجية
- جاغوار  في قاعدة بيانات الأفلام على الإنترنت (بالإنجليزية)
- أغنية مقطورة جاكوار